# Mirrngadja (Territorio del Norte)
Mirrngadja es una aldea en el noreste de Arnhem Land, en el extremo superior del Territorio Norte de Australia. Se encuentra al sureste y cerca del pantano de Arafura y las selvas de Arafura.